# Love Goes: Live at Abbey Road Studios
Love Goes: Live at Abbey Road Studios è il primo album dal vivo del cantautore britannico Sam Smith, pubblicato il 19 marzo 2021 dalla Capitol Records.

## Antefatti e descrizione
L'album è stato registrato agli Abbey Road Studios in occasione del concerto speciale tenutosi il 30 ottobre 2020 in occasione della pubblicazione del terzo album in studio del cantante Love Goes.
L'album dal vivo contiene canzoni tratte dal terzo album della Smith, oltre ai precedenti singoli Stay with Me e Too Good at Goodbyes. Per l'album dal vivo, Smith ha anche eseguito una cover della canzone Time After Time di Cyndi Lauper del 1984.

## Accoglienza
In una classifica settimanale delle uscite LGBTper Billboard quella settimana, Stephen Daw ha affermato che «indipendentemente da ciò che viene cantato, Love Goes: Live at Abbey Road Studios mette in mostra ancora una volta il fenomenale talento vocale della Smith».

## Tracce
1. Young – 2:32 (Sam Smith, Steve Mac)
2. Diamonds – 3:34 (Sam Smtih, Oscar Görres, Johan Shellback Schuster)
3. Dancing with a Stranger – 3:07 (Sam Smith, Jimmy Napes, Mikkel S. Eriksen, Tor E. Hermansen, Normani Kordei Hamilton)
4. Promises – 4:34 (Sam Smtih, Jessie Reyez, Adam Wiles)
5. Too Good at Goodbyes – 3:37 (Sam Smith, James Napier, Tor Hermansen, Mikkel Eriksen)
6. Lay Me Down – 4:33 (Sam Smith, James Napier, Elvin Smith)
7. My Oasis (featuring Jade Anouka) – 5:28 (Sam Smith, James Napier, Damini Ogulu)
8. Time After Time – 3:52 (Cyndi Lauper, Rob Hyman)
9. How Do You Sleep? – 3:30 (Sam Smith, Savan Kotecha, Max Martin, Ilya Salmanzadeh)
10. For the Lover That I Lost – 3:05 (Sam Smith, James Napier, Tor Hermansen, Mikkel Eriksen)
11. Kids Again – 3:35 (Sam Smith, Ryan Tedder, Ali Tamposi, Andrew Wotman, Louis Bell)
12. Love Goes (featuring Labrinth) – 5:22 (Sam Smith, Timothy McKenzie)
13. Stay with Me – 3:46 (Sam Smith, William Phillips, Tom Petty, Jeff Lynne)

## Classifiche
| Classifica (2021) | Posizione massima |
| ----------------- | ----------------- |
| Francia           | 129               |